# Through the Wormhole
Through the Wormhole is een Amerikaanse natuurwetenschappelijke documentaireserie oorspronkelijk uitgezonden door televisiezender Discovery Science. In iedere circa 42 minuten durende aflevering staat één vraag centraal. Prominente wetenschappers in relevante vakgebieden belichten daarbij hoeveel en wat er bekend is over het onderwerp, welke wetenschappelijke hypotheses, theorieën en conclusies daaruit volgen, welke onderzoeken er naar het onderwerp gedaan worden en wat er misschien mogelijk is in de toekomst, wanneer de wetenschappelijke kennis en mogelijkheden toenemen. Morgan Freeman doet iedere aflevering dienst als centrale presentator van het programma.
Discovery Science zond de eerste aflevering van Through the Wormhole uit op 9 juni 2010.

## Afleveringen

### Seizoen 1
Het eerste seizoen van Through the Wormhole (9 juni - 28 juli 2010) bestond uit acht afleveringen. Dat waren:
1. Is There a Creator?
2. The Riddle of Black Holes
3. Is Time Travel Possible?
4. What Happened Before the Beginning?
5. How Did We Get Here?
6. Are We Alone?
7. What Are We Really Made Of?
8. Beyond the Darkness

### Seizoen 2
Het tweede seizoen van Through the Wormhole (8 juni - 4 september 2011) bestond uit tien afleveringen. Dat waren:
1. Is There Life After Death?
2. Is There an Edge to the Universe?
3. Does Time Really Exist?
4. Are There More than Three Dimensions?
5. Is There a Sixth Sense?
6. How Does the Universe Work?
7. Can We Travel Faster Than Light?
8. Can We Live Forever?
9. What Do Aliens Look Like?
10. Are There Parallel Universes?

### Seizoen 3
Het derde seizoen van Through the Wormhole (6 maart - 8 augustus 2012) bestond uit tien afleveringen. Dat waren:
1. Will We Survive First Contact?
2. Is There a Superior Race?
3. Is The Universe Alive?
4. What Makes Us Who We Are?
5. What is Nothing?
6. Can We Resurrect The Dead?
7. Can We Eliminate Evil?
8. Mysteries of the Subconscious
9. Will Eternity End?
10. Did We Invent God?

### Seizoen 4
Het vierde seizoen van Through the Wormhole (20 maart - 31 juli 2013) bestond uit tien afleveringen. Dat waren:
1. Is There a God Particle?
2. When Does Life Begin?
3. Can We Survive the Death of the Sun?
4. How Do Aliens Think?
5. Will Sex Become Extinct?
6. Can Our Minds Be Hacked?
7. Are Robots the Future of Human Evolution?
8. Is Reality Real?
9. Do We Have Free Will?
10. Did God Create Evolution?

### Seizoen 5
Het vijfde seizoen van Trough the Wormhole (5 maart - 23 juli 2014) bestond uit tien afleveringen. Dat waren:
1. Is God an Alien Concept?
2. Is Luck Real?
3. Is Poverty Genetic?
4. How to Collapse a Superpower
5. Does The Ocean Think?
6. Is a Zombie Apocolypse Possible?
7. Is Gravity an Illusion?
8. Will We Become God?
9. Is There A Shadow Universe?
10. When Did Time Begin?

### Seizoen 6
Het zesde seizoen van Through the Wormhole (29 april - 3 juni 2015) bestond uit zes afleveringen. Dat waren:
1. Are We All Bigots?
2. Can Time Go Backwards?
3. Are We Here for a Reason?
4. Do We Live in the Matrix?
5. Are Aliens Inside Us?
6. Why Do We Lie?

### Seizoen 7
Het zevende seizoen van Through the Wormhole (8 augustus - 20 september 2016) bestond uit vier afleveringen. Dat waren:
1. What Makes a Terrorist?
2. Is Privacy Dead?
3. Are There More Than Two Sexes?
4. Can We All Becomes Geniuses?

## DVD's
Het eerste seizoen van Through the Wormhole verscheen op 8 maart 2011 op DVD. Seizoen 2 volgde op 22 november 2011. Seizoen 3 kwam op 23 oktober 2012 uit op DVD, op 16 september gevolgd door seizoen 4.